# Rio Bârgău (Boura)
O Rio Bârgău é um rio da Romênia afluente do Boura, localizado no distrito de Suceava,

Iaşi.